# Tête colossale 2 de San Lorenzo
La tête colossale 2 (ou monument 2) est une tête colossale olmèque, découverte sur le site de San Lorenzo au Mexique en 1946.

## Caractéristiques
La tête colossale 1 est une sculpture de basalte, mesurant 2,69 m de hauteur pour 1,83 m de largeur et 1,95 m de profondeur ; elle pèse 20 t.
Comme les autres têtes colossales, la sculpture représente un homme d'âge mur, en ronde-bosse. Il semble froncer les sourcils ; ses lèvres sont légèrement écartées, découvrant les dents ; son menton est prononcé.
Le personnage porte une coiffe complexe, arborant un bandeau horizontal attaché à l'arrière de la tête, décoré par trois têtes d'oiseau sur le front et les tempes. La partie couvrant le cuir chevelu est constituée de six bandes allant de l'avant à l'arrière de la tête. Deux petites sangles pendent de la coiffe au-dessus des oreilles ; celles-ci arborent des bijoux en forme de créoles carrées ou de disques entourés d'un cadre. Les ornements gauche et droite sont différents : le bijou gauche comporte des lignes radiales, une caractéristique absente du bijou droit.
La tête est fortement endommagée, à la suite d'une entreprise de retravail qui n'a jamais été terminée.

## Historique
La fabrication d'aucune tête colossale n'a pu être datée avec précision. Toutefois, comme l'enterrement des têtes du site de San Lorenzo a pu être daté d'au moins 900 av. J.-C., cela démontre que leur fabrication et leur utilisation sont antérieures. On estime qu'elles dateraient de l'époque préclassique de la Mésoamérique, probablement du début de cette époque (1500 à 1000 av. J.-C.)
Les dix têtes colossales de San Lorenzo forment à l'origine deux lignes grossièrement parallèles du nord au sud du site,. Bien que certaines aient été retrouvées dans des ravines, elles étaient proches de leur emplacement d'origine et ont été ensevelies par l'érosion locale. Les têtes, ainsi qu'un certain nombre de trônes monumentaux en pierre, formaient probablement une route processionnelle à travers le site, mettant en évidence son histoire dynastique.
La tête colossale 2 reposait le visage tourné vers le ciel au bord d'une ravine ; elle est excavée en 1946 sous la direction des archéologues américains Matthew Stirling et Philip Drucker (en). Elle est alors associée à un grand nombre de céramiques, datées du début de l'époque préclassique à la fin de l'époque classique,,. Les têtes étant numérotées de façon séquentielle en fonction de leur découverte, la tête colossale 2 est la deuxième à avoir été trouvée sur le site de San Lorenzo.
En 1962, le monument est déplacé du plateau de San Lorenzo afin d'être exposé au musée des beaux-arts de Houston lors de l'exposition The Olmec tradition en 1963. Elle est actuellement exposée au Musée national d'anthropologie de Mexico, capitale du Mexique, avec la tête colossale 6.